# 清浄院 (越谷市)
清浄院（しょうじょういん）は、埼玉県越谷市にある浄土宗の寺院。

## 歴史
鎌倉時代後期、新方氏の開基である。当地は金沢流北条氏の所領となっており、新方氏は所領の管理人の役割を果たしていた。金沢北条氏の文庫「金沢文庫」には、当院の経緯を記した古文書が残されている。
その後の戦国時代の兵乱で新方氏が滅亡、当寺も廃寺に追い込まれたが、新方氏の残党が決起して、まもなく寺が再興された。
1648年（慶安元年）、江戸幕府第3代将軍徳川家光より寺領12石が与えられた。それとともに増上寺の末寺となり、歴代将軍の位牌を祀っている。

## 文化財
- 木造阿弥陀如来坐像（越谷市指定有形文化財 平成2年2月20日指定）[3]
- 木造阿弥陀如来坐像（越谷市指定有形文化財 平成2年2月20日指定）[3]
- 清浄院開山塚（越谷市指定史跡 昭和52年1月25日指定）[3]

## 交通アクセス
- 路線バス松伏停留所より徒歩13分。